# Elzach
Elzach é uma cidade da Alemanha, no distrito de Emmendingen, na região administrativa de Friburgo, estado de Baden-Württemberg.

## Distritos Urbanos
- Elzach
- Yach
- Prechtal
- Oberprechtal
- Katzenmoos